# Feuilleea bigemina
Feuilleea bigemina là một loài thực vật có hoa trong họ Cucurbitaceae. Loài này được (L.) Kuntze mô tả khoa học đầu tiên năm 1891.